# Yuh-Line Niou

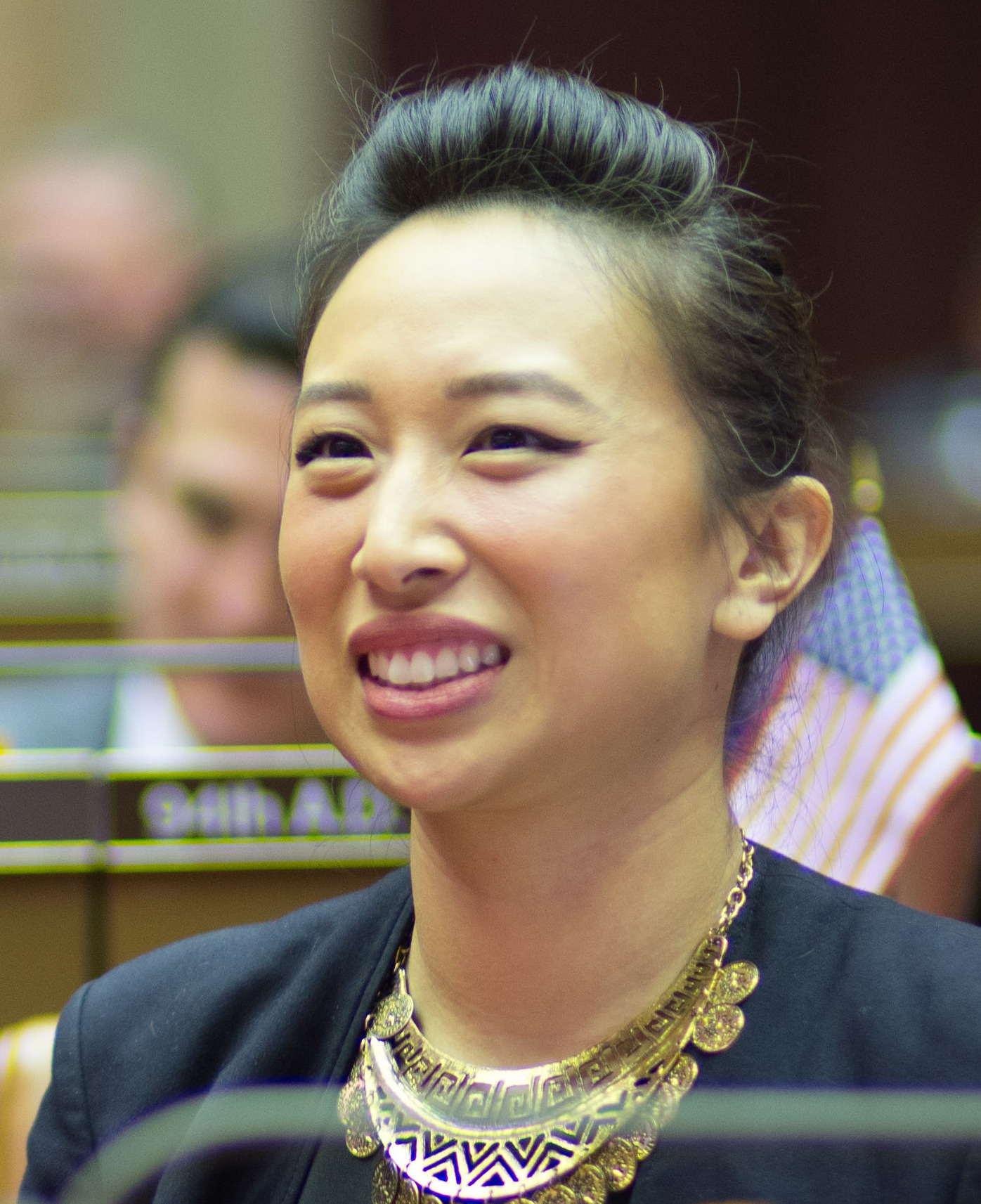
Yuh-Line Niou (2017)

Yuh-Line Niou (chinesisch: 牛毓琳; Pinyin: Niú Yùlín) (* 15. Juli 1983 in Taipeh) ist eine taiwanisch-amerikanische Politikerin der Demokratischen Partei, die in der New York State Assembly den 65. Bezirk ihres Bundesstaates vertritt. Dieser Bezirk in Lower Manhattan, der stark demokratisch und zu 40 % asiatisch geprägt ist, umfasst Chinatown, den Financial District, Battery Park City und die Lower East Side. Niou ist die erste asiatische Amerikanerin, die für diesen Bezirk in die State Assembly gewählt wurde.

## Leben und Ausbildung
Niou wurde in Taipeh, Taiwan, als ältestes von drei Kindern geboren. Ihre Mutter und ihr Vater arbeiteten als Krankenschwester bzw. Ingenieur für Materialwissenschaften und stammten beide aus Taoyuan. Yuh-Line Niou lebte in Moskau, Idaho und El Paso (Texas), bevor sich ihre Eltern in Beaverton, Oregon, niederließen. Sie besuchte das Evergreen State College und arbeitete als Assistentin für Mitglieder der Legislative des Bundesstaates Washington. Im Alter von 22 Jahren wurde bei ihr Autismus diagnostiziert. Im Jahr 2010 zog sie nach New York City, um einen Master-Abschluss am Baruch College zu machen, und fungierte als Stabschefin des Abgeordneten Ron Kim.